# Weinturm Open Air

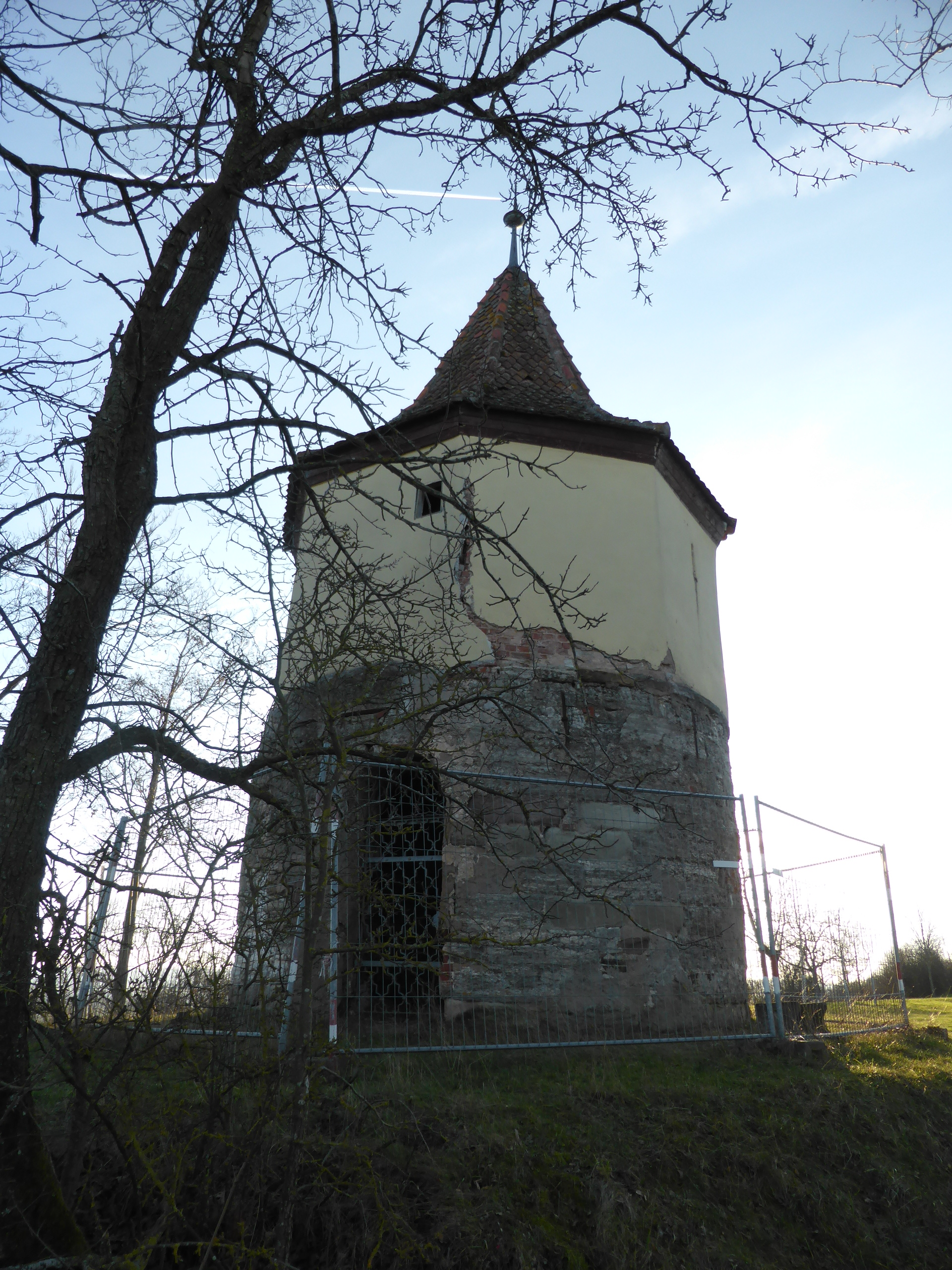
Der Weinturm, Namenspatron des Open-Air-Festivals

Das Weinturm Open Air ist ein Freiluft-Musikfestival im nordbayerischen Bad Windsheim. Es findet seit 1977 jährlich auf einem Hügelplateau im Naturpark Steigerwald statt. Organisiert und veranstaltet wird es auf ehrenamtlicher Basis vom Jugend- und Kulturförderverein e.V.
Namenstiftend ist der Weinturm, ein als Baudenkmal Nr. D-5-75-112-232 geschützter ehemaliger Wartturm, der auf einer Höhe von 368 m ü. NHN  das Wahrzeichen neben dem Festivalgelände darstellt.
Das Festival findet Anfang August statt und dauert drei Tage. Pro Tag besuchen etwa 2500 Gäste das Festival, denen ausgewiesene Campingflächen zur Verfügung gestellt werden. Beim Festival 2008 waren etwa einhundert freiwillige Helfer im Einsatz.
Musikalisch wird eine Mischung aus etablierten Bands der Rock- und Popszene sowie lokalen Gruppen geboten. Neben der Hauptbühne gibt es die Kleinturmbühne, auf der unter anderem Entertainer oder Kindergruppen auftreten.
Zu den Bands, die in den letzten Jahren auf dem Weinturm Open Air spielten und als Headliner auftraten, gehören Tito & Tarantula, Sportfreunde Stiller, Die Sterne, Die Happy, Panteón Rococó, Subway to Sally und Deichkind.